# 魯日河 (密歇根州)

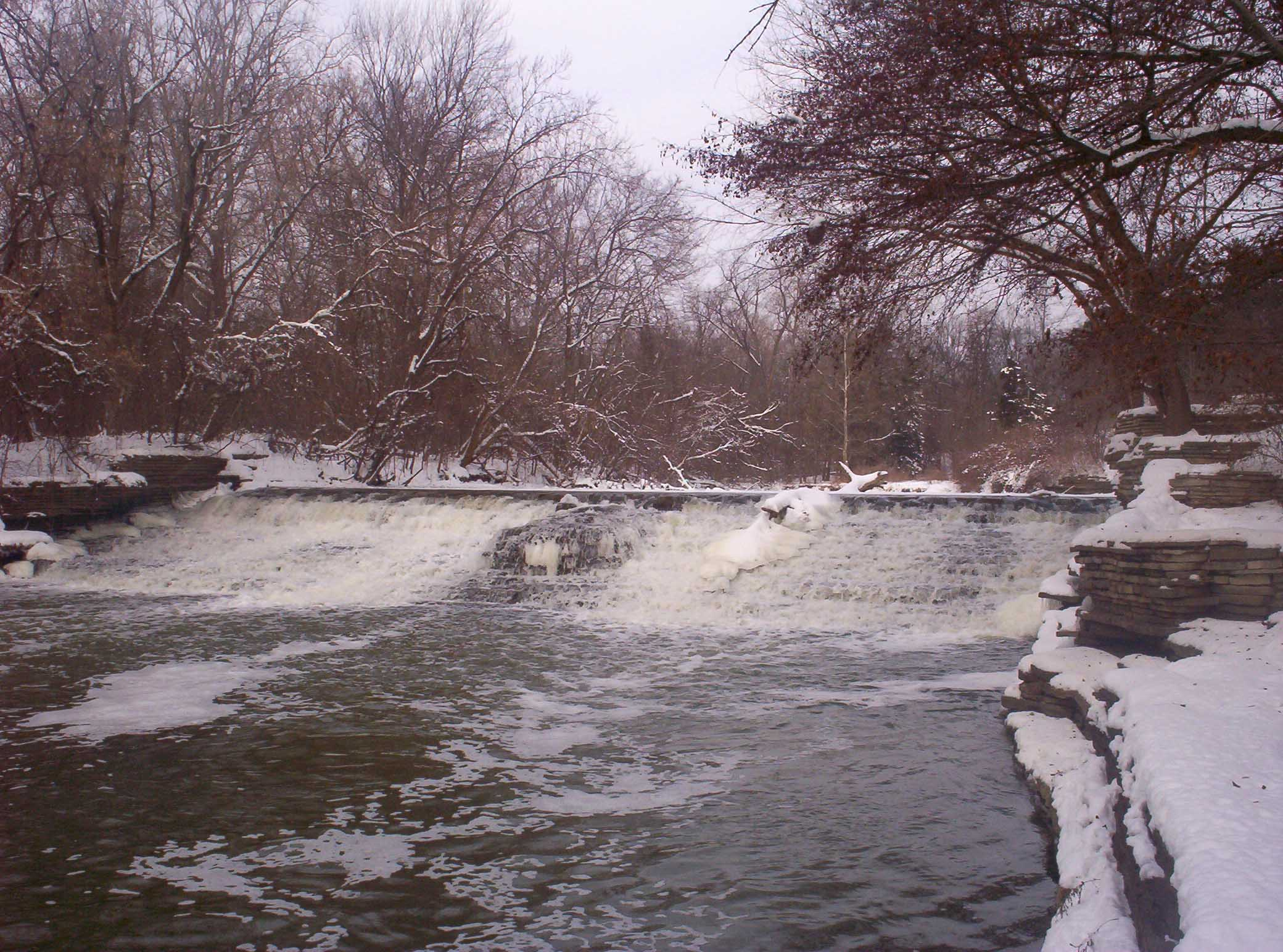
流經亨利·福特莊園內的魯日河

魯日河（直译：胭脂河）是一條127英里（204公里）的河流，位於密歇根州東南部的底特律大都會區。它在楚格島流入底特律河，這裡是魯日河和底特律兩個城市的分界線。
這條河流域面積約為467平方英里（1,210平方公里），包括48個城市的全部或部分地區，總人口超過135萬，流經韋恩縣中部和西北部的大部分地區，以及南部奧克蘭縣的大部分地區和沃什特瑙縣東部的一小塊地區。幾乎整個流域都在城市和郊區，住房和工業發展密集。儘管如此，仍有超過50英里（80公里）的魯日河流經公共土地，使其成為該州最容易到達的河流之一。
近幾十年，這條河還被嚴重污染，1969年地表洩露的石油起火，嚴重污染了這片水域。1972年通過的《清潔水法》規定，將任何污染從點源排放到通航水域都是非法的，並且制定了EPA的國家污染排放消除計劃來規範這些排放。1986年，一個名為“魯日之友”的非營利組織成立，並開始組織名為“魯日救援”的年度清理活動，以提高人們對清理魯日河的必要性的認識。1987年，根據五大湖水質協議，整個流域被指定為五大湖“關注區域”。
1992年，實施了一項名為“魯日河國家潮濕天氣示範工程”的大型項目，並且正在進行進一步的清理措施。魯日社區聯盟是一個由政府和非政府實體組成的組織，成立於2006年，旨在管理流域。